# Dolores (ort i Honduras, Departamento de Copán, lat 14,87, long -88,83)
Dolores är en ort i Honduras.   Den ligger i departementet Departamento de Copán, i den västra delen av landet, 200 km väster om huvudstaden Tegucigalpa. Dolores ligger 1 202 meter över havet och antalet invånare är 1 107.
Terrängen runt Dolores är huvudsakligen kuperad. Dolores ligger uppe på en höjd. Runt Dolores är det ganska tätbefolkat, med 62 invånare per kvadratkilometer. Närmaste större samhälle är Santa Rosa de Copán, 12,5 km sydost om Dolores. 